# Leichtathletik-Weltmeisterschaften 2022/Dreisprung der Frauen

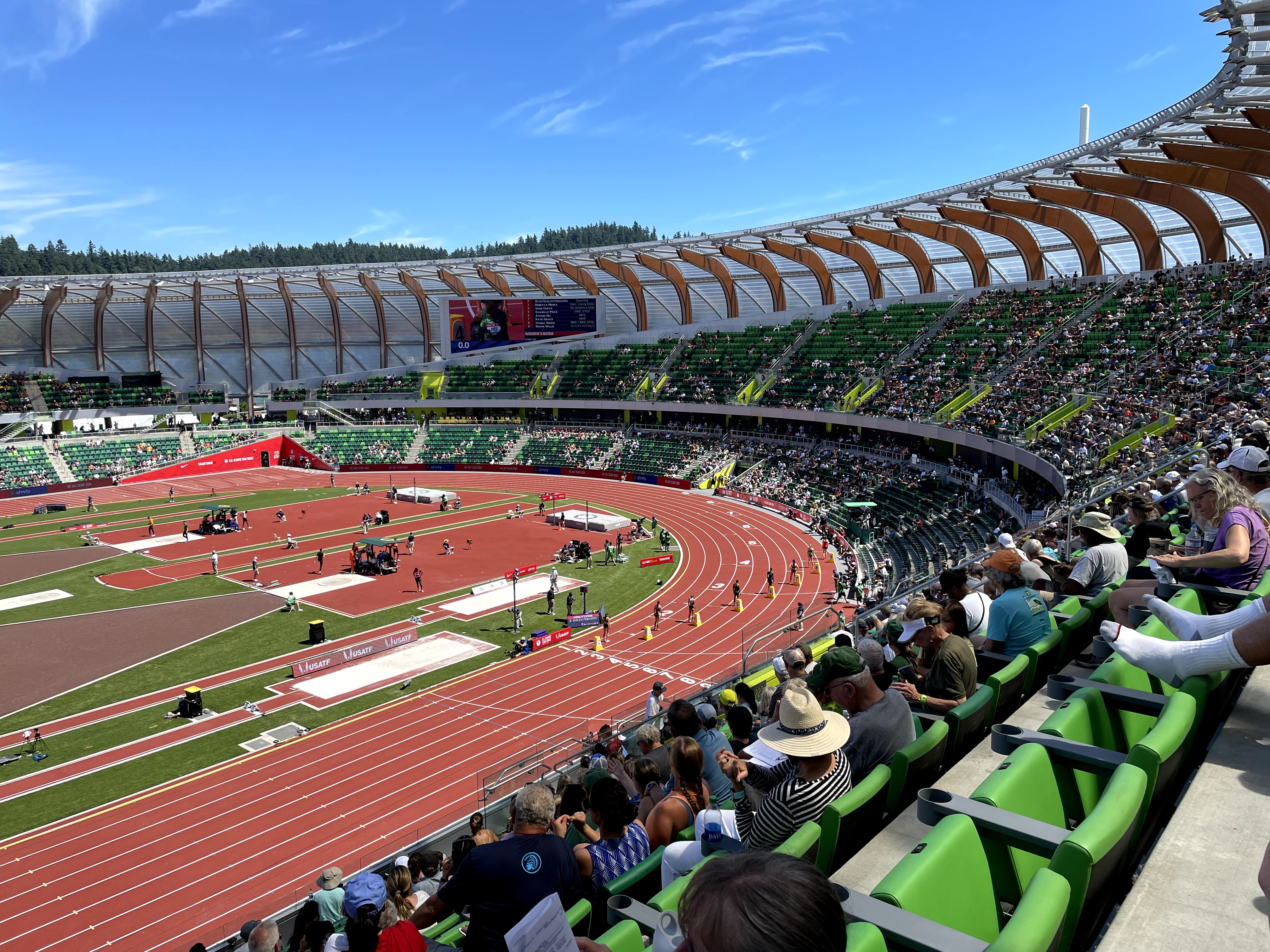
Das Stadion New Hayward Field im Jahr 2021

Der Dreisprung der Frauen bei den Leichtathletik-Weltmeisterschaften 2022 wurde am 16. und 18. Juli 2022 im Hayward Field der Stadt Eugene in den Vereinigten Staaten ausgetragen.
Es siegte die aktuelle Olympiasiegerin, zweifache Weltmeisterin (2017/2019) und Weltrekordinhaberin Yulimar Rojas aus Venezuela, die außerdem 2016 Olympiazweite war. Wie bei den Weltmeisterschaften 2019 ging Silber an die Jamaikanerin Shanieka Ricketts. Bronze gewann die US-Amerikanerin Tori Franklin.

## Rekorde

### Bestehende Rekorde
| Weltrekord               | 15,74 m | Yulimar Rojas | Belgrad, Serbien      | 20. März 2022   |
| Weltmeisterschaftsrekord | 15,50 m | Inessa Krawez | WM Göteborg, Schweden | 10. August 1995 |

Der bestehende WM-Rekord wurde bei diesen Weltmeisterschaften nicht erreicht. Die größte Weite erzielte die venezolanische Weltmeisterin Yulimar Rojas im Finale mit 15,47 m (zweiter Versuch bei einem Rückenwind von 1,9 m/s), womit sie eine neue Weltjahresbestleistung aufstellte. Den Rekord verfehlte sie um lediglich drei Zentimeter. Zu ihrem eigenen Weltrekord fehlten ihr siebzehn Zentimeter.

### Rekordverbesserung
Es wurde ein neuer Landesrekord aufgestellt:

14,52 m – Ana José Tima (Dominikanische Republik), Qualifikation am 16. Juli, dritter Versuch bei einem Rückenwind von 0,5 m/s

## Windbedingungen
In den folgenden Ergebnisübersichten sind die Windbedingungen zu den einzelnen Sprüngen benannt. Der erlaubte Grenzwert liegt bei zwei Metern pro Sekunde. Bei stärkerer Windunterstützung wird die Weite für den Wettkampf gewertet, findet jedoch keinen Eingang in Rekord- und Bestenlisten.

## Legende
Kurze Übersicht zur Bedeutung der Symbolik – so üblicherweise auch in sonstigen Veröffentlichungen verwendet:
| – | verzichtet                                 |
| x | ungültig                                   |
| w | Windunterstützung über dem zulässigen Wert |

## Qualifikation
16. Juli 2022, 10:30 Uhr Ortszeit (19:30 Uhr MESZ)
28 Teilnehmerinnen traten in zwei Gruppen zur Qualifikationsrunde an. Fünf von ihnen (hellblau unterlegt) übertrafen die Qualifikationsweite für den direkten Finaleinzug von 14,40 m. Damit war die Mindestzahl von zwölf Finalteilnehmerinnen nicht erreicht. Das Finalfeld wurde mit den sieben nächstplatzierten Sportlerinnen (hellgrün unterlegt) auf zwölf Springerinnen aufgefüllt. So reichten für die Finalteilnahme schließlich 14,27 m.

### Gruppe A
| Platz | Name                    | Nation      | Resultat (m) | 1. Versuch (m) Wind (m/s) | 2. Versuch (m) Wind (m/s) | 3. Versuch (m) Wind (m/s) |
| 1     | Maryna Bech-Romantschuk | Ukraine     | 14,54        | 14,54 / +0,9              | –                         | –                         |
| 2     | Kristiina Mäkelä        | Finnland    | 14,48        | 14,48 / +0,7              | –                         | –                         |
| 3     | Shanieka Ricketts       | Jamaika     | 14,45        | 14,45 / −0,1              | –                         | –                         |
| 4     | Thea LaFond             | Dominica    | 14,39        | 14,39 / +0,2              | –                         | –                         |
| 5     | Keturah Orji            | USA         | 14,37        | 14,23 / +0,2              | 13,62 / ±0,0              | 14,37 / +0,5              |
| 6     | Ackelia Smith           | Jamaika     | 14,36        | 13,63 / +0,8              | 13,75 / −0,1              | 14,36 / +0,1              |
| 7     | Patrícia Mamona         | Portugal    | 14,32        | 14,04 / ±0,0              | x                         | 14,32 / +0,7              |
| 8     | Leyanis Pérez           | Kuba        | 14,30        | 14,23 / +0,2              | 14,30 / +0,7              | 14,17 / +1,2              |
| 9     | Jasmine Moore           | USA         | 14,24        | 13,86 / +1,3              | 14,09 / −0,4              | 14,24 / +0,8              |
| 10    | Hanna Minenko           | Israel      | 14,11        | x                         | 14,11 / −0,3              | x                         |
| 11    | Neja Filipič            | Slowenien   | 14,05        | 13,82 / +0,5              | x                         | 14,05 / ±0,0              |
| 12    | Ruth Usoro              | Nigeria     | 13,93        | 13,93 / +1,1              | 13,85 / +0,7              | 13,87 / +1,1              |
| 13    | Ottavia Cestonaro       | Italien     | 13,63        | 13,63 / +0,4              | x                         | 13,60 / +0,7              |
| 14    | Jessie Maduka           | Deutschland | 13,30        | 13,17 / +1,0              | 13,30 / +0,1              | 13,14 / +0,2              |

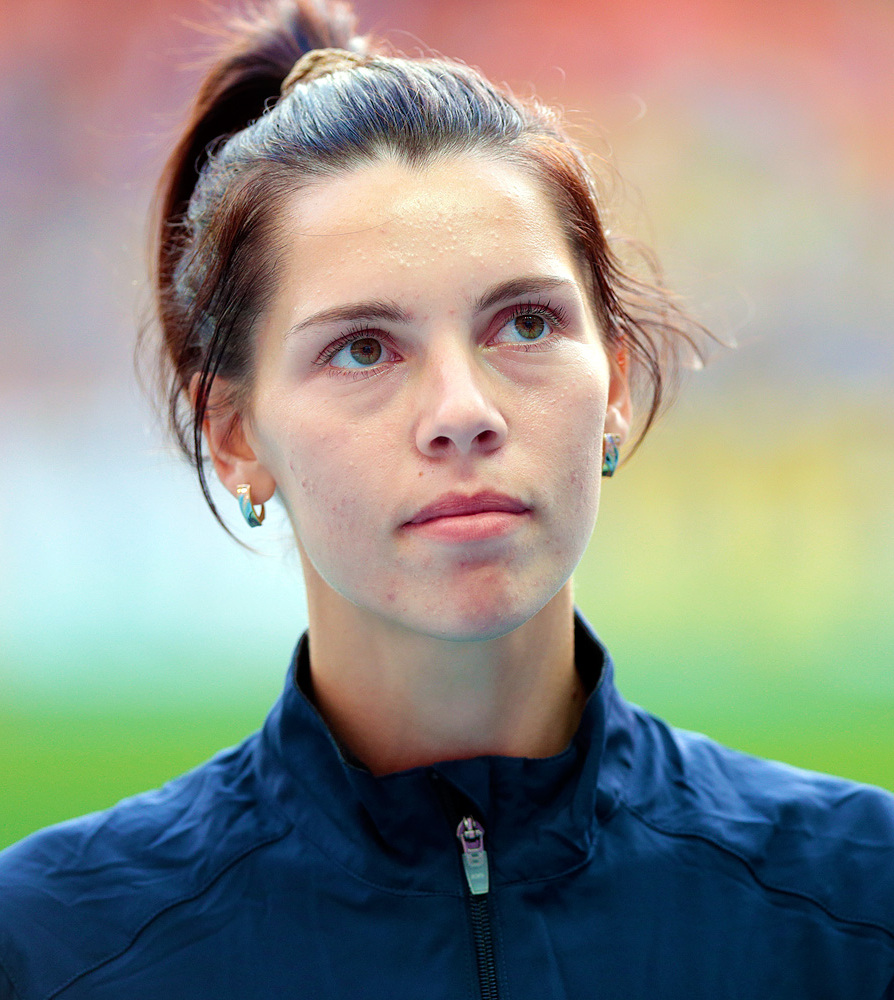
Hanna Minenko – ausgeschieden mit 14,11 m

Weitere in Qualifikationsgruppe A ausgeschiedene Dreispringerinnen:

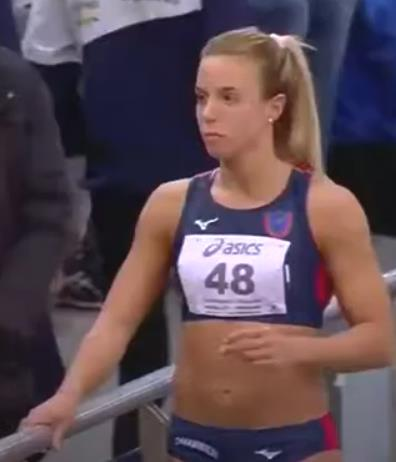
Ottavia Cestonaro – 13,63 m
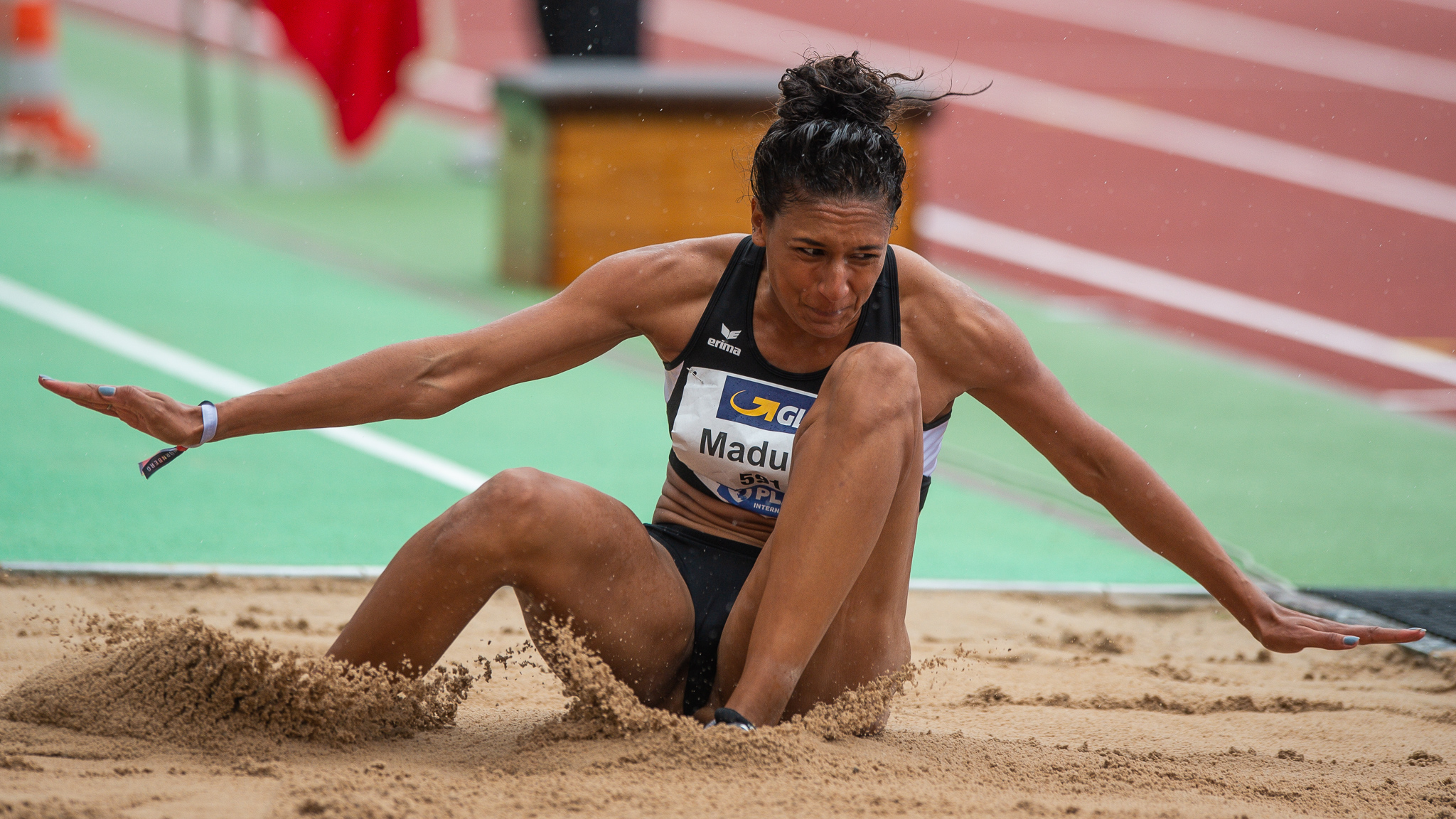
Jessie Maduka – 13,30 m

### Gruppe B
| Platz | Name                 | Nation                  | Resultat (m) | 1. Versuch (m) Wind (m/s) | 2. Versuch (m) Wind (m/s) | 3. Versuch (m) Wind (m/s) |
| 1     | Yulimar Rojas        | Venezuela               | 14,72000     | 14,72 / +0,5              | –                         | –                         |
| 2     | Ana José Tima        | Dominikanische Republik | 14,52 NR     | 14,18 / +0,9              | 14,31 / +0,2              | 14,52 / +0,5              |
| 3     | Tori Franklin        | USA                     | 14,36000     | x                         | 14,36 / +0,5              | –                         |
| 4     | Kimberly Williams    | Jamaika                 | 14,27000     | 14,27 / +1,2              | 13,69 / −0,5              | 14,27 / −0,2              |
| 5     | Senni Salminen       | Finnland                | 14,21000     | 14,05 / +0,6              | 14,21 / +0,4              | 14,13 / ±0,0              |
| 6     | Liadagmis Povea      | Kuba                    | 14,01000     | 14,01 / +0,5              | 13,96 / +0,7              | 13,99 / −0,6              |
| 7     | Naomi Metzger        | Großbritannien          | 13,97000     | 13,97 / +0,9              | 13,78 / +0,1              | 13,84 / −0,2              |
| 8     | Davisleydi Velazco   | Kuba                    | 13,94000     | x                         | 13,66 / −0,1              | 13,94 / +0,2              |
| 9     | Neele Eckhardt-Noack | Deutschland             | 13,93000     | 13,63 / +1,2              | 13,58 / +0,5              | 13,93 / +1,0              |
| 10    | Tuğba Danışmaz       | Türkei                  | 13,63000     | 13,34 / +0,5              | 13,63 / +0,9              | 11,42 / −0,2              |
| 11    | Spyridoula Karydi    | Griechenland            | 13,62000     | 13,55 / +0,7              | 13,62 / +0,4              | 13,28 / +0,3              |
| 12    | Gabriele dos Santos  | Brasilien               | 13,62000     | 13,62 / +1,0              | x                         | x                         |
| 13    | Yekaterina Sarıyeva  | Aserbaidschan           | 13,46000     | x                         | 13,24 / −0,1              | 13,46 / +0,4              |
| 14    | Marija Jefremowa     | Kasachstan              | 13,27000     | x                         | 13,27 / +0,5              | x                         |

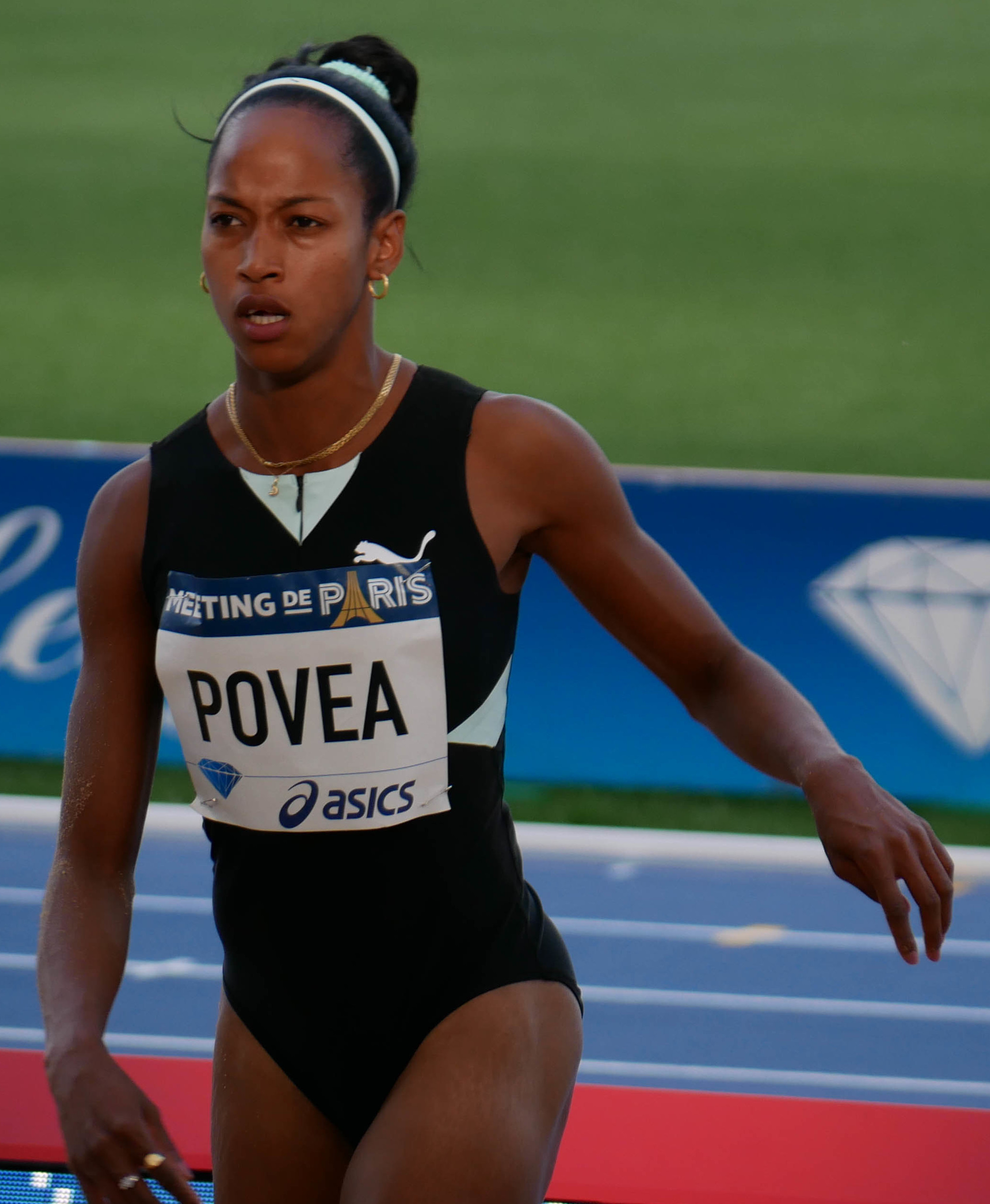
Liadagmis Povea – ausgeschieden mit 14,01 m

Weitere in Qualifikationsgruppe B ausgeschiedene Dreispringerinnen:

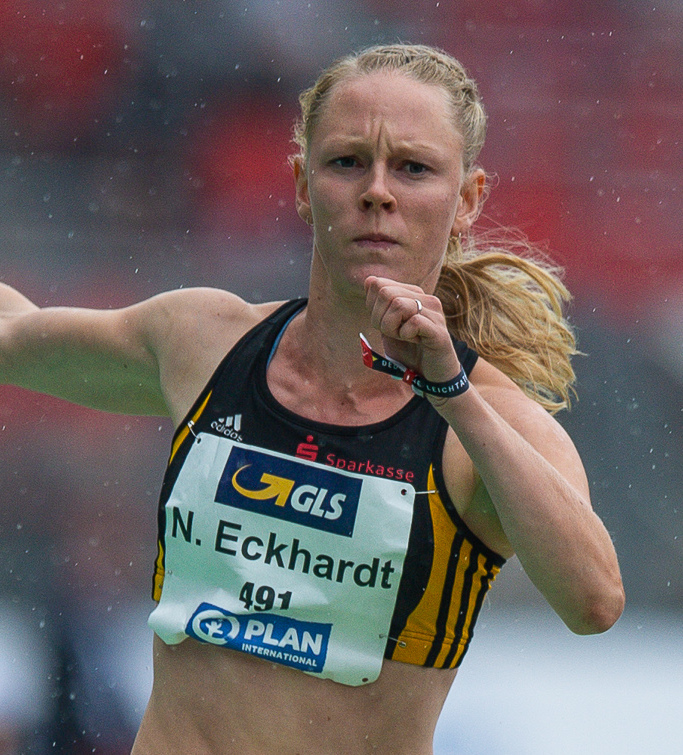
Neele Eckhardt-Noack – 13,93 m
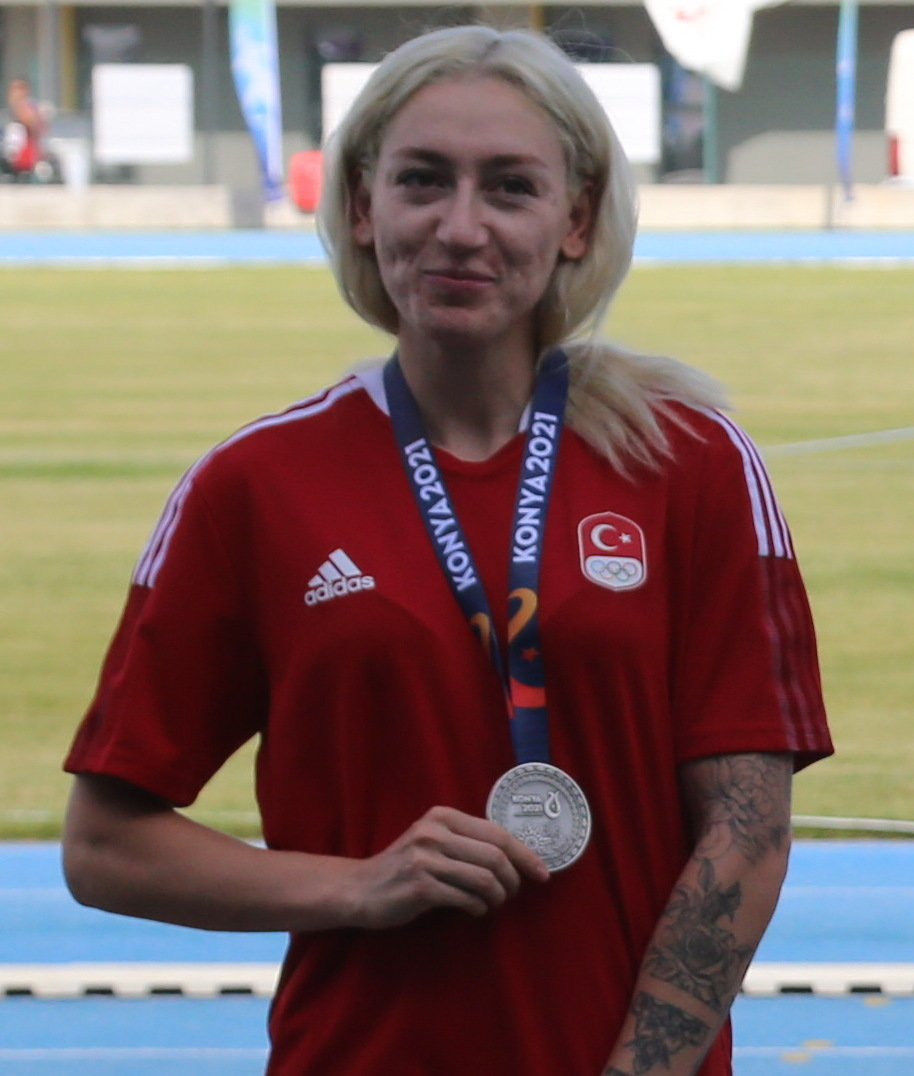
Tuğba Danışmaz – 13,63 m
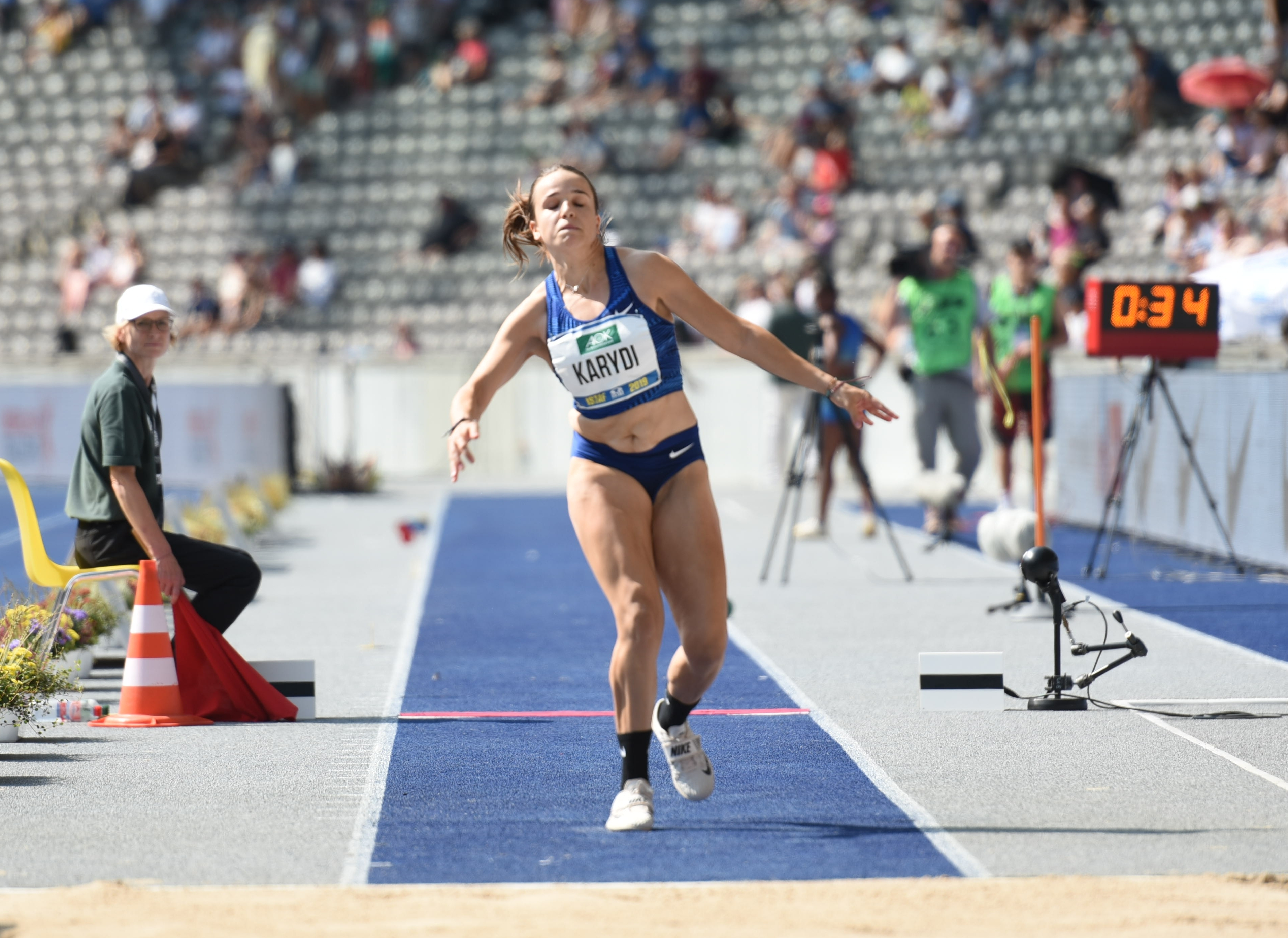
Spyridoula Karydi – 13,62 m
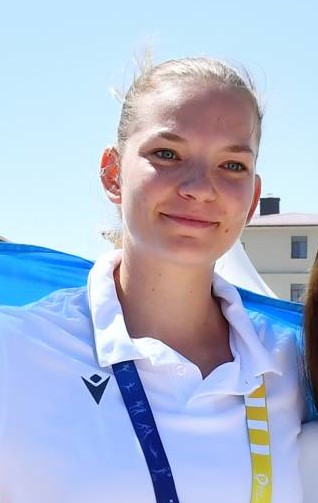
Yekaterina Sarıyeva – 13,46 m

## Finale
18. Juli 2022, 18:19 Uhr Ortszeit (19. Juli 2022, 3:19 Uhr MESZ)
| Platz | Name                    | Nation                  | Resultat (m) | 1. Vers. (m) Wind (m/s) | 2. Vers. (m) Wind (m/s) | 3. Vers. (m) Wind (m/s) | 4. Vers. (m) Wind (m/s)                       | 5. Vers. (m) Wind (m/s)                       | 6. Vers. (m) Wind (m/s)                       |
| 1     | Yulimar Rojas           | Venezuela               | 15,47 WL     | 14,60 / +0,3            | 15,47 / +1,7            | 15,24 / +1,1            | x                                             | x                                             | 15,39 / +0,5                                  |
| 2     | Shanieka Ricketts       | Jamaika                 | 14,89000     | 14,89 / +1,7            | 14,86 / +1,4            | 14,37 / +0,9            | 14,40 / −0,2                                  | 14,62 / +2,3                                  | 14,80 / +0,3                                  |
| 3     | Tori Franklin           | USA                     | 14,72000     | 14,53 / +2,9            | 14,45 / +0,5            | x                       | x                                             | 14,72 / +1,8                                  | x                                             |
| 4     | Leyanis Pérez           | Kuba                    | 14,70000     | 14,40 / +3,6            | 14,70 / +1,8            | 14,39 / +0,1            | 14,54 / −0,1                                  | 14,58 / +1,9                                  | 14,19 / +1,0                                  |
| 5     | Thea LaFond             | Dominica                | 14,56000     | x                       | 13,18 / +2,0            | 14,43 / +0,7            | 14,26 / −0,1                                  | x                                             | 14,56 / −0,3                                  |
| 6     | Keturah Orji            | USA                     | 14,49 w0     | 13,47 / +0,3            | 14,49 / +2,4            | x                       | x                                             | x                                             | 14,06 / +1,5                                  |
| 7     | Kimberly Williams       | Jamaika                 | 14,29000     | x                       | 14,29 / +0,1            | 13,74 / +2,1            | 14,29 / +0,3                                  | 11,39 / +0,6                                  | 14,19 / +1,3                                  |
| 8     | Patrícia Mamona         | Portugal                | 14,29 w0     | 14,25 / −0,2            | x                       | 14,19 / +1,9            | x                                             | 14,29 / +2,1                                  | 14,00 / +2,0                                  |
| 9     | Kristiina Mäkelä        | Finnland                | 14,18000     | 14,18 / −0,9            | 14,15 / −0,6            | 14,10 / +1,3            | nicht im Finale der besten acht Springerinnen | nicht im Finale der besten acht Springerinnen | nicht im Finale der besten acht Springerinnen |
| 10    | Ana José Tima           | Dominikanische Republik | 14,13000     | 14,13 / +1,7            | 14,12 / +2,3            | 13,87 / +0,4            | nicht im Finale der besten acht Springerinnen | nicht im Finale der besten acht Springerinnen | nicht im Finale der besten acht Springerinnen |
| 11    | Maryna Bech-Romantschuk | Ukraine                 | 13,91000     | x                       | 12,70 / +0,1            | 13,91 / +1,2            | nicht im Finale der besten acht Springerinnen | nicht im Finale der besten acht Springerinnen | nicht im Finale der besten acht Springerinnen |
| 12    | Ackelia Smith           | Jamaika                 | 13,90000     | 13,01 / +1,6            | x                       | 13,90 / +1,7            | nicht im Finale der besten acht Springerinnen | nicht im Finale der besten acht Springerinnen | nicht im Finale der besten acht Springerinnen |

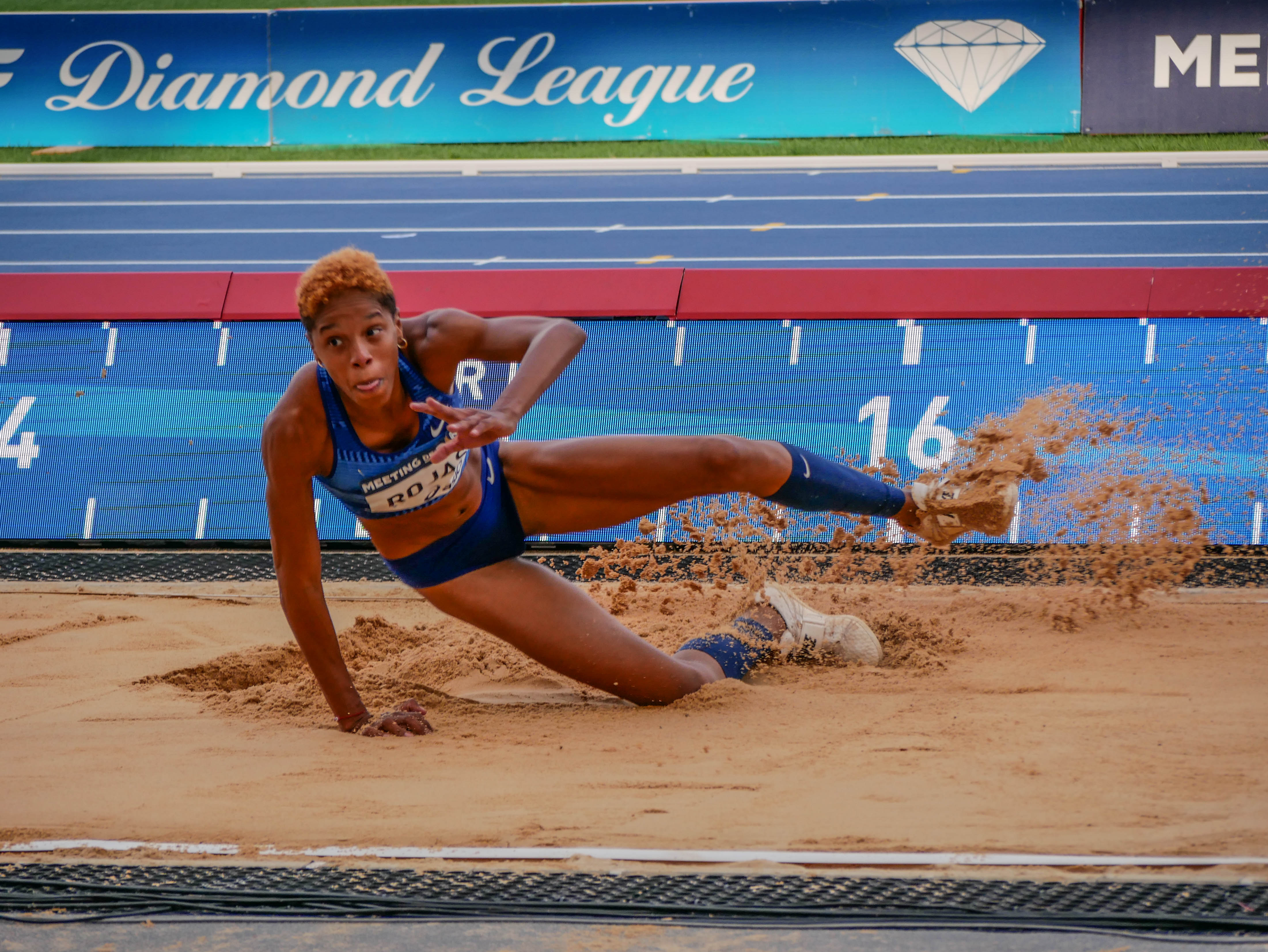
Yulimar Rojas errang ihren
dritten WM-Titel in Folge

Nach dem ersten Durchgang führte die Vizeweltmeisterin von 2019 Shanieka Ricketts den Wettbewerb mit 14,89 m an. Es folgten die Titelverteidigerin Yulimar Rojas (14,60 m), die US-Amerikanerin Tori Franklin (14,53 m) und die Kubanerin Leyanis Pérez (14,40 m).
Mit 15,47 m setzte sich Rojas durch ihren zweiten Sprung deutlich von der Konkurrenz ab. Damit hatte sie eine neue Weltjahresbestleistung erzielt, ihre Weite lag nur drei Zentimeter unter dem WM-Rekord und siebzehn Zentimeter unter ihrem eigenen Weltrekord. Pérez verbesserte sich auf 14,70 m und hatte damit den Bronzeplatz inne.
In den Runden drei und vier änderte sich auf den ersten vier Plätzen nichts. Franklin steigerte sich mit ihrem fünften Sprung auf 14,72 m, womit sie sich um zwei Zentimeter an der bis dahin drittplatzierten Pérez vorbeischob.
In der letzten Versuchsreihe blieb die Reihenfolge auf den Rängen eins bis vier unverändert. So verteidigte Yulimar Rojas ihren Titel ganz souverän. In ihrem dritten und sechsten Versuch hatte sie als einzige Wettbewerberin noch zweimal die 15-Meter-Marke übertroffen. Sie wurde damit nach ihrem Olympiasieg im Vorjahr zum dritten Mal in Folge Weltmeisterin. Silber gewann Shanieka Ricketts – die Ränge eins und zwei wurden somit verteilt wie bei den Weltmeisterschaften 2019. Mit zwei Zentimetern Vorsprung sicherte sich Tori Franklin die Bronzemedaille vor Leyanis Pérez. Vierzehn Zentimeter hinter Pérez belegte Thea LaFond aus Dominica den fünften Platz (14,56 m) vor der US-Amerikanerin Keturah Orji, die mit 14,49 m ebenfalls nicht weit zurücklag.

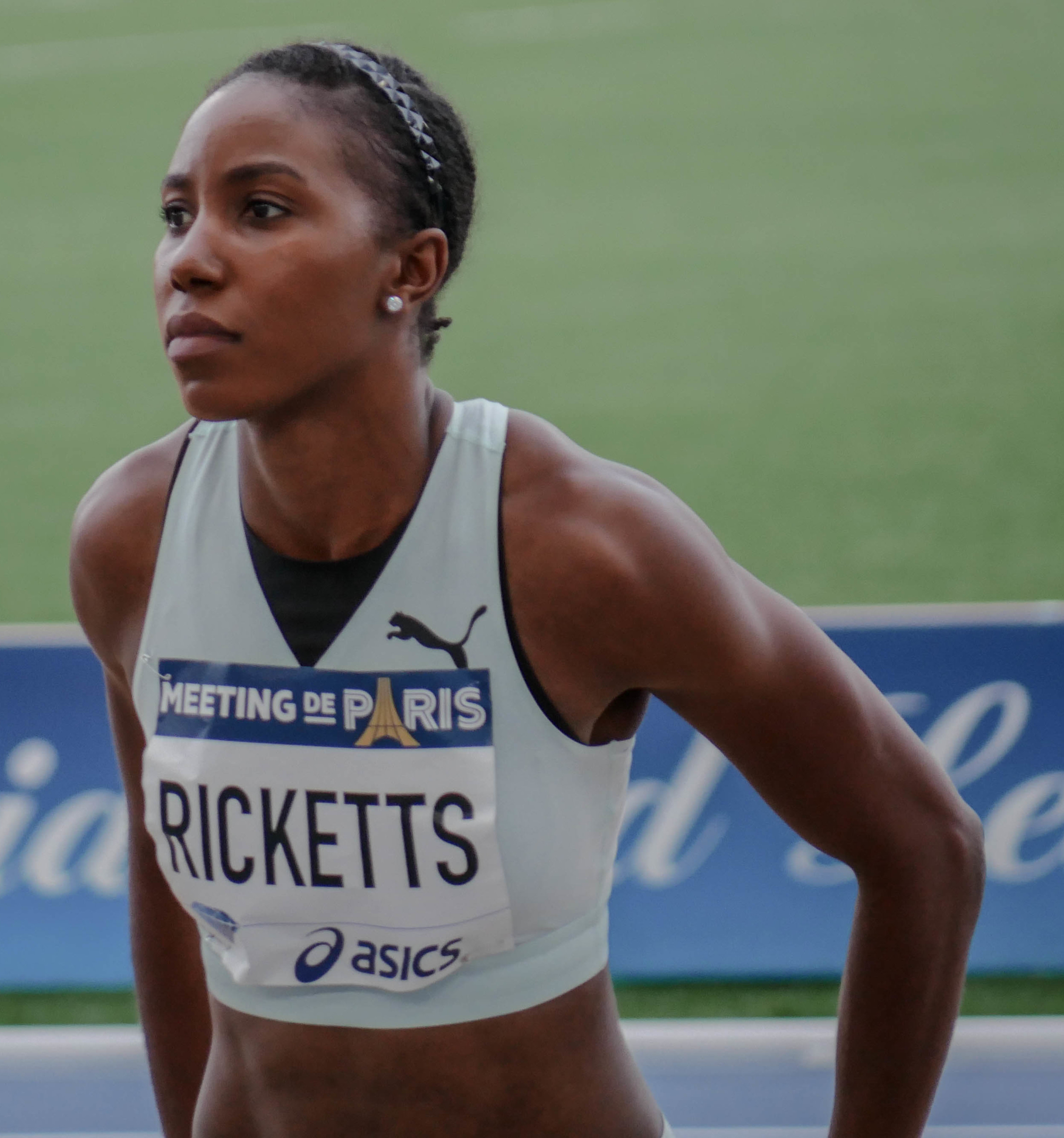
Vizeweltmeisterin Shanieka Ricketts
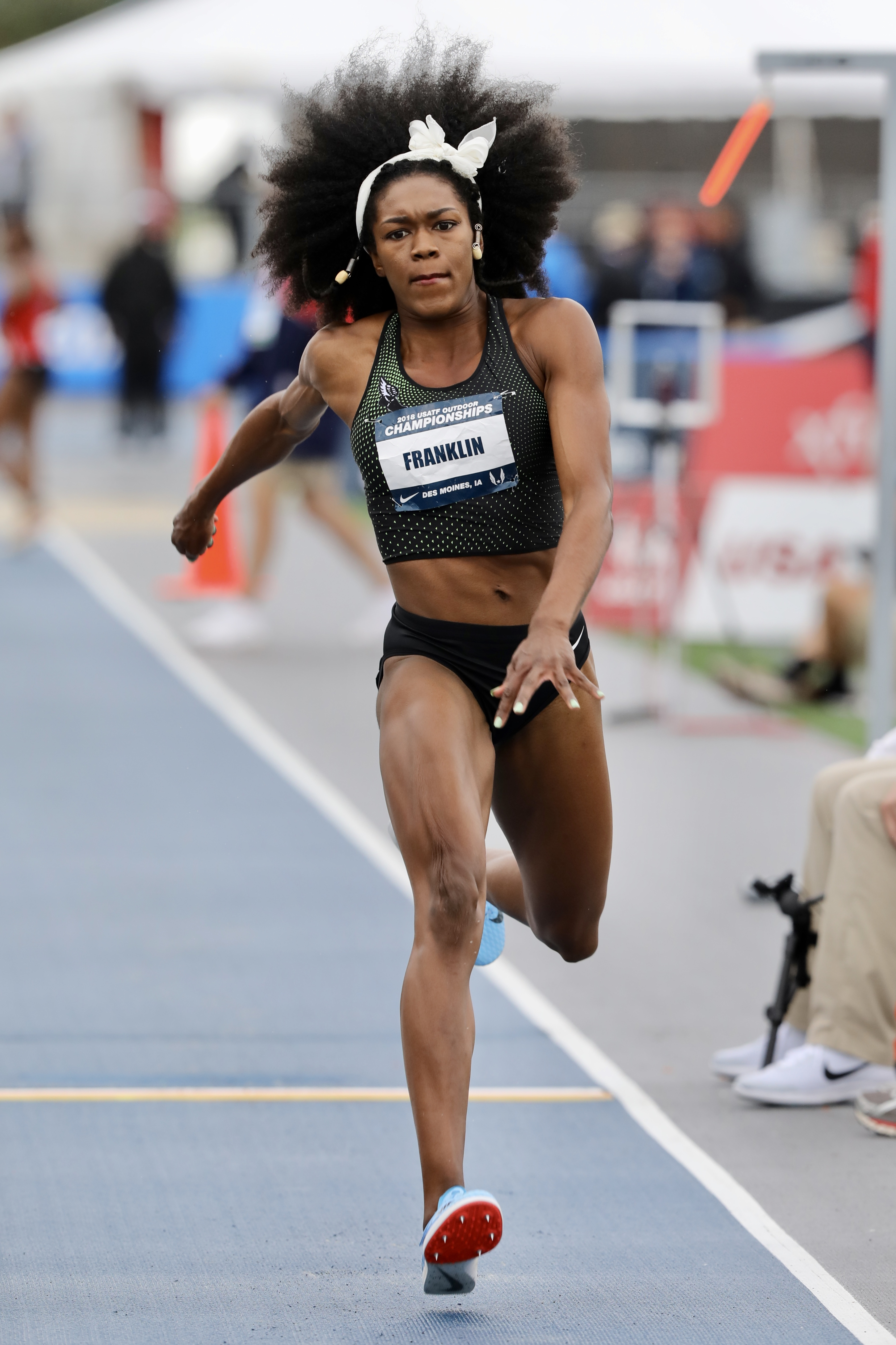
Bronzemedaillengewinnerin Tori Franklin
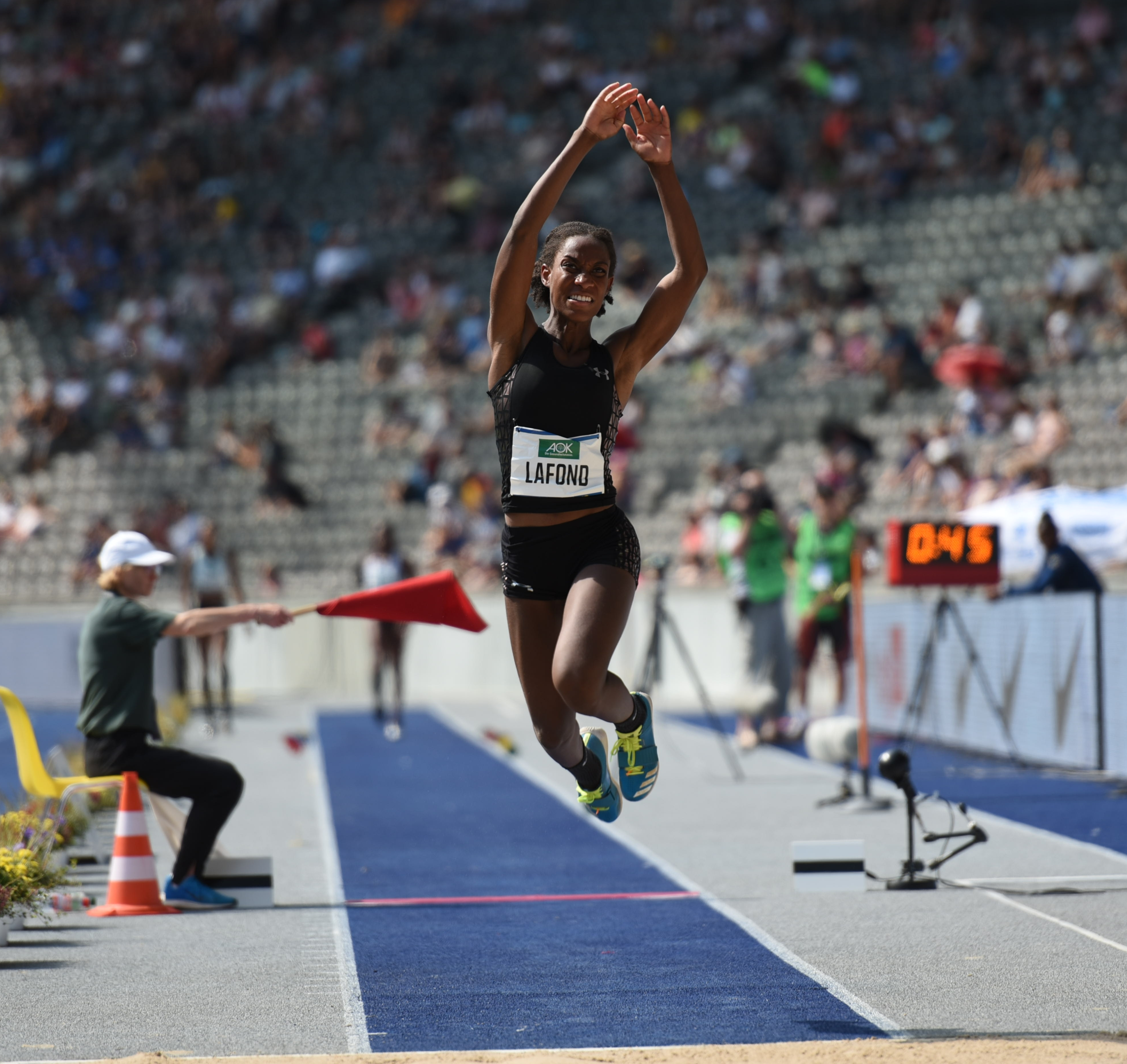
Thea LaFond kam auf den fünften Platz
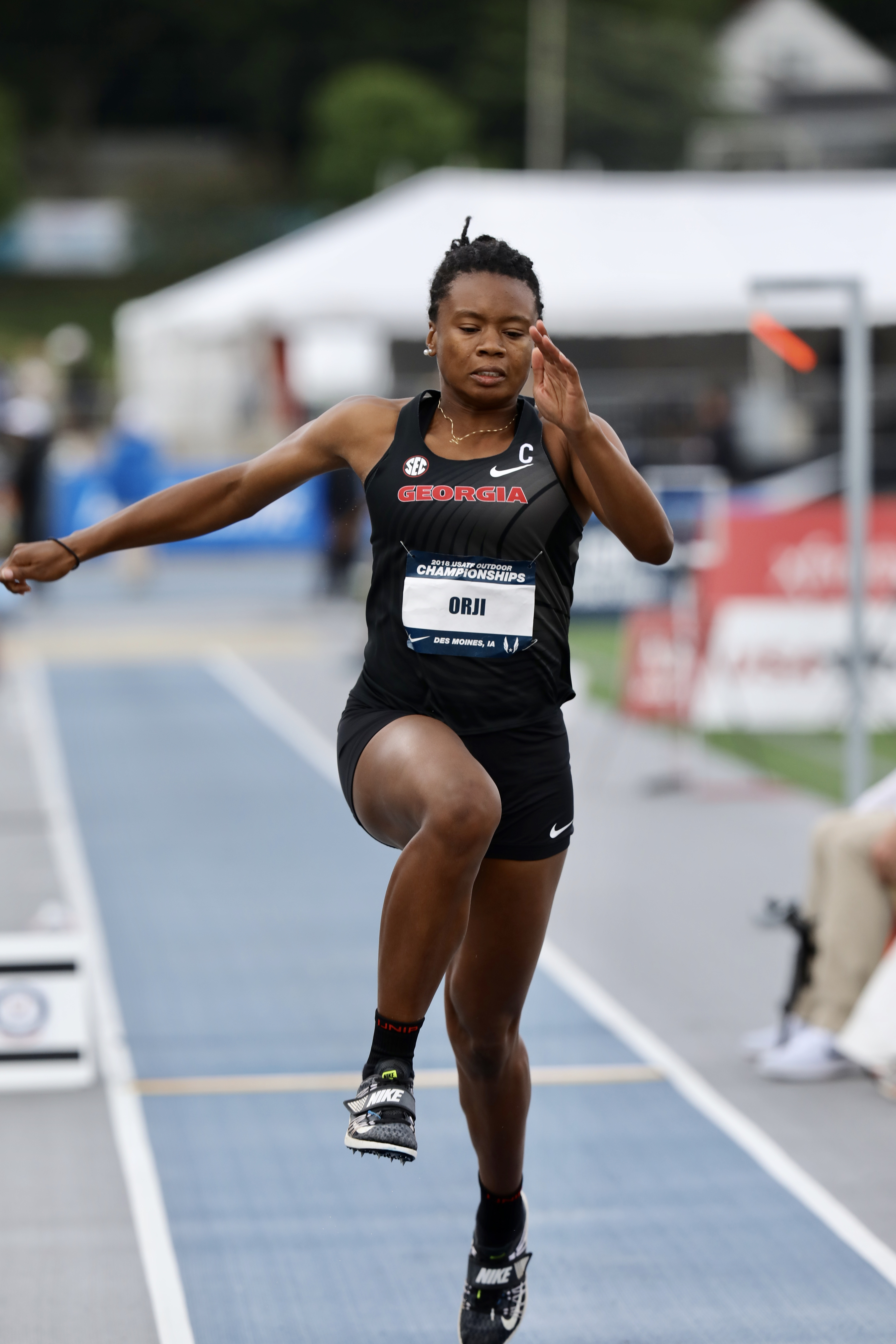
Keturah Orji belegte Rang sechs

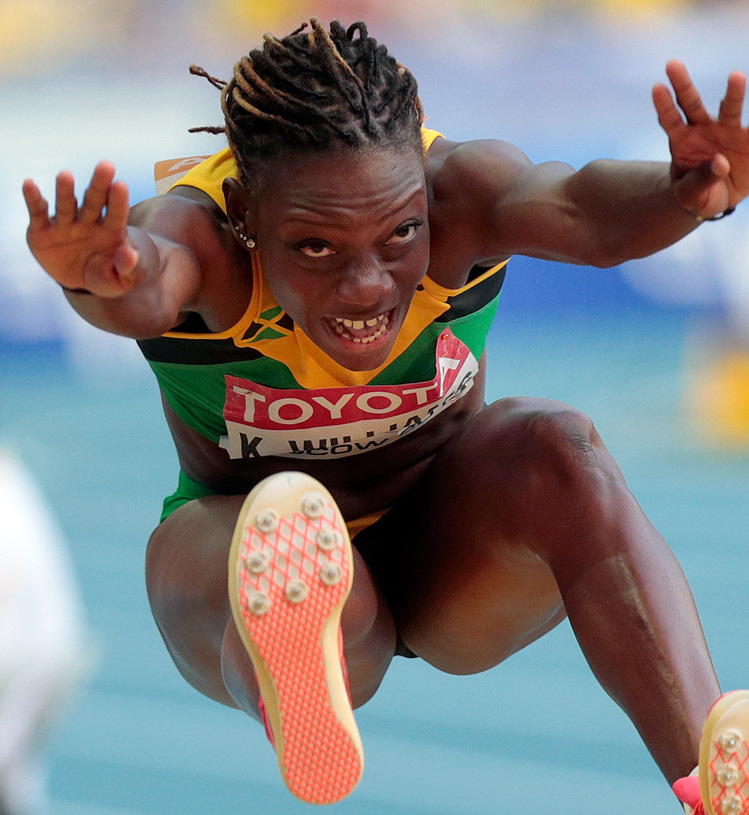
Kimberly Williams erreichte Platz sieben
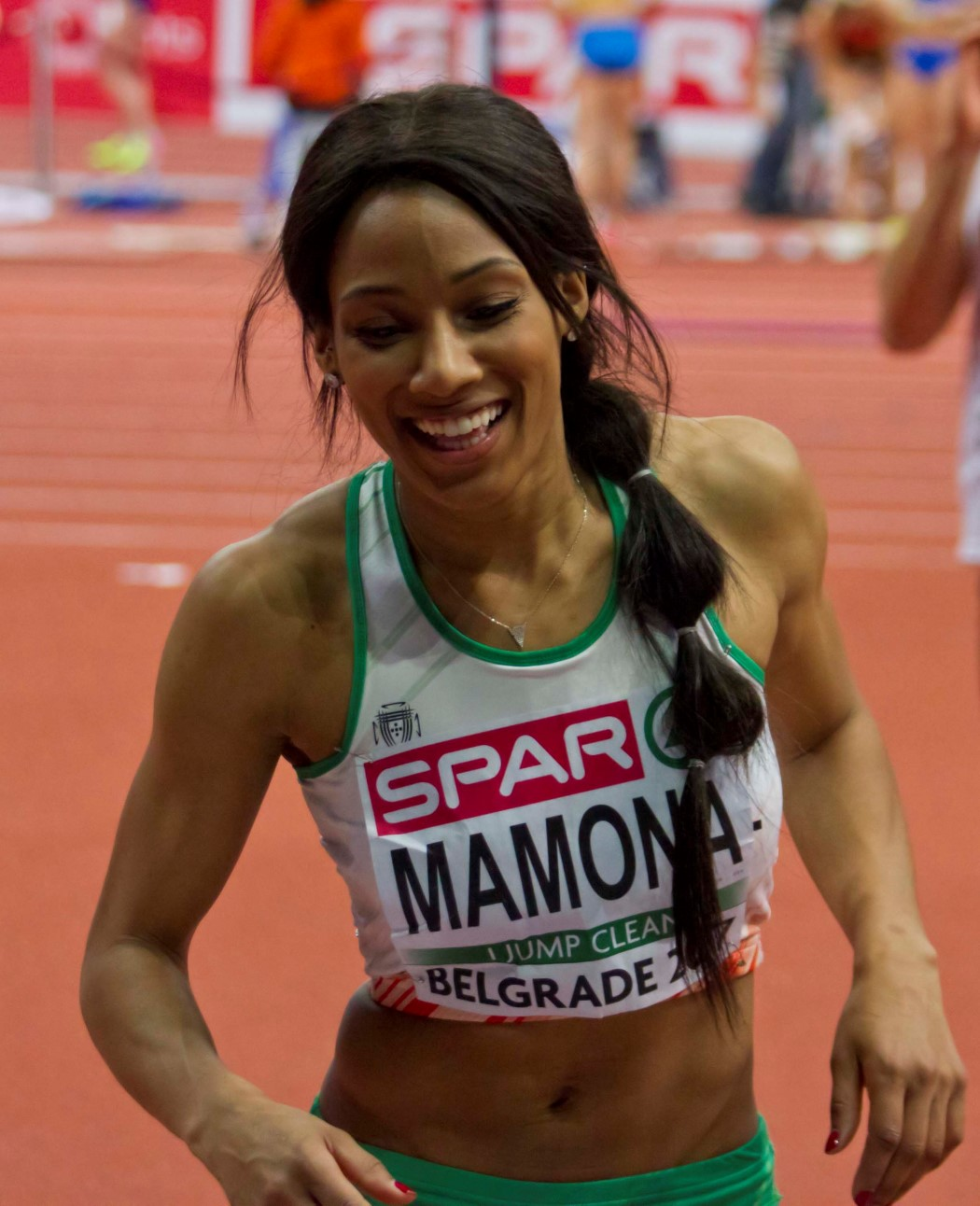
Rang acht für Patrícia Mamona
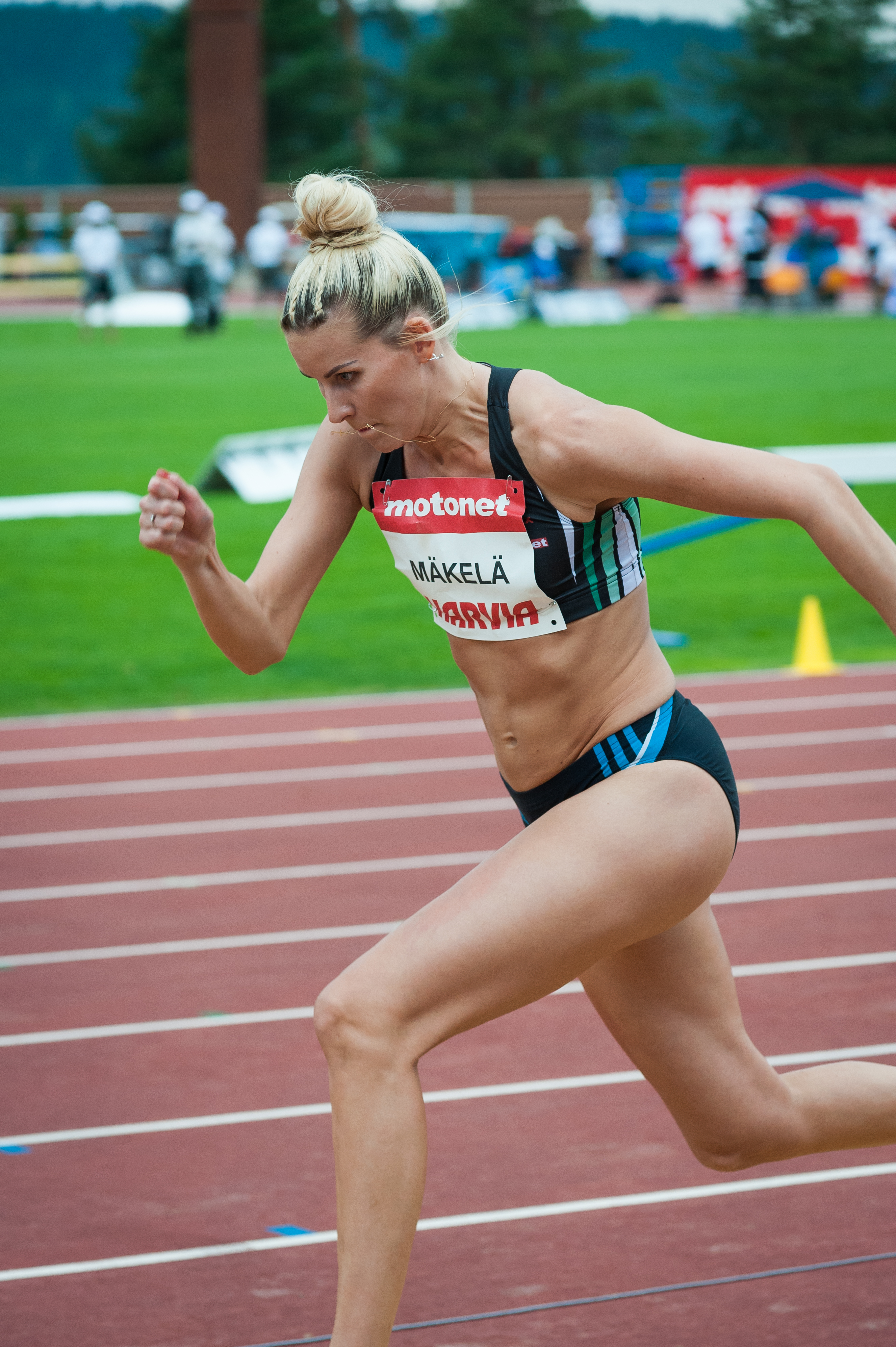
Kristiina Mäkelä wurde Neunte
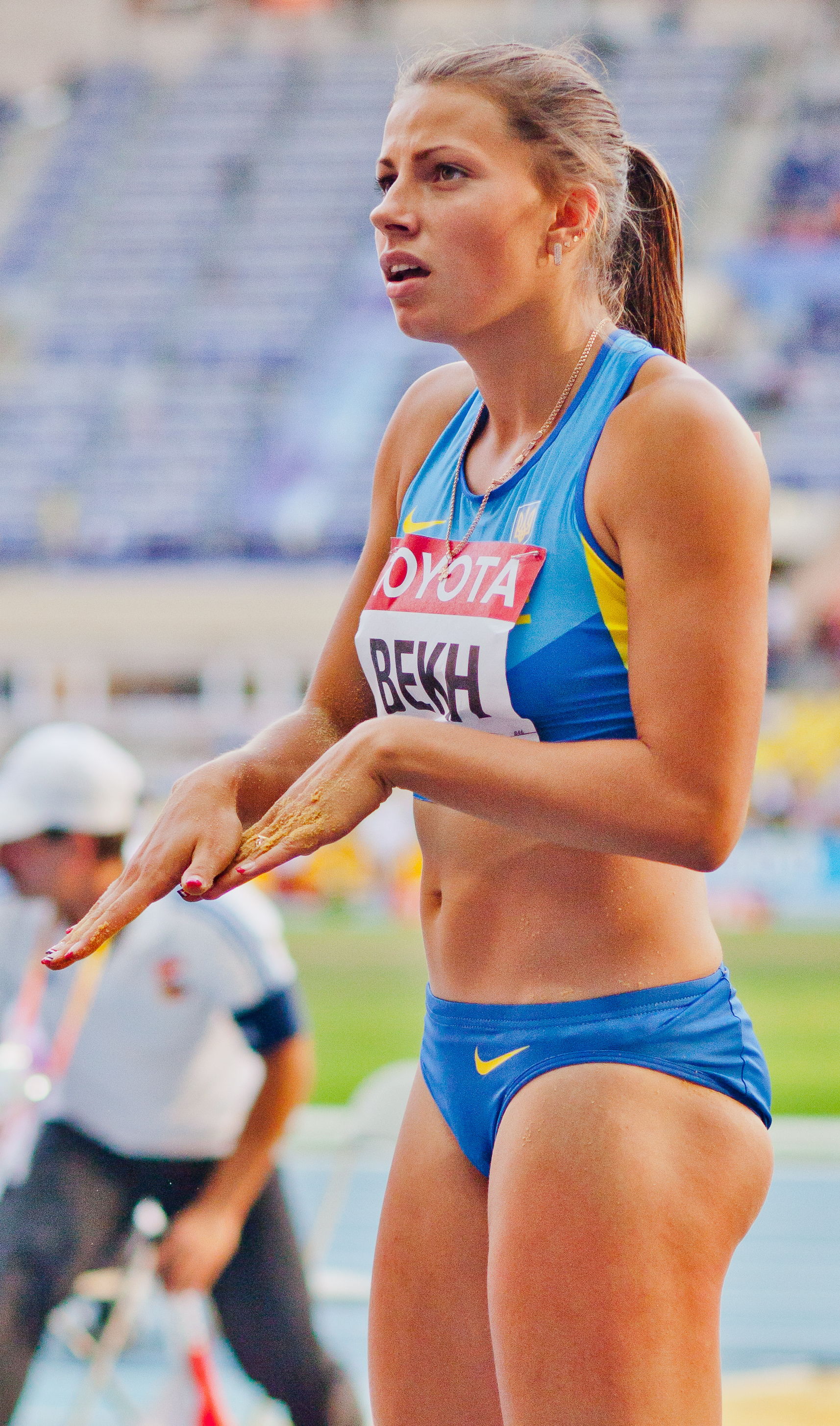
Die elftplatzierte Maryna Bech-Romantschuk

## Video
- Venezuela’s YULIMAR ROJAS makes HISTORY! GOLD in Triple Jump at 2022 World Athletics Championships, youtube.com, abgerufen am 26. August 2022